# Helena Prášková
Helena Prášková (* 25. dubna 1956 Praha) je česká právnička, vysokoškolská pedagožka a právní teoretička. Působí jako docentka Správního práva a správní vědy na Právnické fakultě UK. V letech 2014 až 2022 byla proděkankou pro celoživotní vzdělání.

## Vzdělání
V roce 1981 ukončila magisterské studium v oboru Právo na Právnické fakultě UK. V témže roce vykonala rigorózní zkoušku z oboru Správní právo a správní věda a získala titul JUDr. V roce 2013 byla pak pro tento obor jmenována docentkou, po úspěšné habilitaci zaměřené na odpovědnost za správní delikty.

## Profesní činnost
Kromě výuky na Právnické fakultě Univerzity Karlovy byla mezi lety 1996-1998 členkou Akademického senátu Právnické fakulty UK. Mezi lety 2014-2021 byla vedoucím katedry správního práva na Právnické fakultě UK. Mezi lety 2014-2022 také působila na pozici proděkanky pro celoživotní vzdělávání.
Vedle akademické činnosti působí v legislativním odboru Ministerstva vnitra a k roku 2024 je členkou rozkladové komise České národní banky.

## Ocenění
V roce 2021 obdržela od rektora Univerzity Karlovy stříbrnou medaili za její významné celoživotní dílo v oboru správního práva a správní vědy a dlouholetou vědeckou a pedagogickou činnost na UK.